# Lidl
Lidl Stiftung & Co. KG (нім. вимова: [ˈliːdl̩]; укр. Лідл) — німецька міжнародна мережа супермаркетів, що присутня у всіх країнах Європейського Союзу, а також розвивається на ринках Австралії, Китаю і США. Належить Lidl Stiftung & Co. KG.
Мережа Lidl є власником понад 12,000 магазинів по всьому світу. Штат компанії складається майже з 80 тис. співробітників. Управління філіалами відбувається централізовано з головного офісу.

## Історія
Датою заснування вважається 1930 рік, коли Йозеф Шварц став партнером у фруктового оптовика Südfrüchte Großhandel Lidl & Co. Після того, як у 1944 році під час Другої світової війни компанія Lidl & Schwarz була повністю зруйнована, вона була успішно відновлена протягом десяти років. У 1954 році було створено новий головний офіс у м. Хайльбронн. У 1968 році компанія Lidl & Schwarz відкрила свій перший супермаркет під назвою «Handelshof» у швабському містечку Бакнанг, а з 1984 року магазини «Handelshof» були перейменовані на супермаркети «Kaufland».
Дітер Шварц, єдиний син Йозефа Шварца, після закінчення середньої школи у 1958—1960 роках проходив комерційне стажування в компанії з гуртової торгівлі харчовими продуктами Lidl & Schwarz KG у м. Хайльбронн. У той час його батько Йозеф Шварц був одноосібним адміністратором директором Lidl & Schwarz KG. У 1962 році Дітер Шварц став уповноваженим підписантом, а в 1963 році — персонально відповідальним партнером Lidl & Schwarz KG в Хайльбронні. У 1972 році було відкрито нову штаб-квартиру компанії в м. Неккарсулм.
У 1973 році був відкритий перший дискаунт магазин Lidl, копіюючи концепцію мережі Aldi.
У 1977 році, після смерті батька, компанія перейшла до сина Дітера Шварца, який сфокусувався на двох напрямках: господарських товарах та дисконтній торгівлі харчові продукти.
У 1994 році відкрився перший магазин у Великій Британії, а агресивний ріст відбувався на початку 2000-х років. У вересні 2008 року Вільфрід Оскіерскі змінив на посаді генерального директора Карл-Хайнц Холланд. 1 березня 2014 року Холланд був звільнений з посади через «різні, непримиренні погляди щодо майбутньої стратегічної бізнес-орієнтації». За інформацією видання Manager Magazin, Голланд отримував річну зарплату у розмірі 3 млн євро до закінчення терміну його відставки 31 березня 2017 року. Станом на початок 2018 року у Британії нараховувалось 700 магазинів.
Коли Lidl відкрили в Естонії свої супермаркети, то платили працівникам в середньому 1000 доларів на місяць. До цього, максимальна зарплата працівників торгових мереж становила 800 доларів. Тобто, всі інші компанії, змушені були дотягнутися до рівня німців, щоб не втрачати колектив та не озлоблювати людей. В Україні сценарій може повторитися. Нині середня зарплата працівника супермаркету коливається в межах 8000-12000. Залежить від посади: касир, кухар, охоронець чи людина, яка викладає товар на полиці.
У 2017 році компанія почала відкривати перші магазини в США, плануючи розростись до сотні магазинів за рік.
У жовтні 2021 року стало відомо, що Lidl може скласти величезну конкуренцію мережі АТБ або навіть витиснути її з ринку. Мережа супермаркетів дуже популярна як і в самій Німеччині, так і по всій Європі, але на українському ринку є свій аналог магазину-дискаунтера. В одному з німецьких видань було зазначено, що популярний бренд магазинів Lidl дуже активно веде переговори для того, щоб дістати частину ринку і в Україні. Для цього вже поставлена і відповідна людина — керівник в представництві компанії в Україні. Людина, яка займає цю посаду раніше була топ-менеджером представництва корпорації в Польщі. Крім цього в заявах видання було зазначено, те що українська мережа магазинів-дискаунтерів повністю копіює концепцію німецької корпорації, але якщо поглянути на історію супермаркету АТБ, можна сказати що схожі концепти мережі Lidl не прижилися в Україні. Тому корпорація не готова стверджувати те, що АТБ може повністю піти з ринку або ж значно скоротити кількість торгових точок. Якщо ж відкриються супермаркети Lidl, то люди зможуть заробляти від 10000 до 15000 ₴. Крім цього можуть змінитися й ціни, адже німці славляться своїми вигідними оптовими пропозиціями, та низькою ціною на продукти власного виробництва, а їх у них дуже багато. Тож українським компаніям доведеться добряче поміркувати, що робити щоб не втратити частину клієнтів.
Нині АТБ є найбільшою українською корпорацією, яка стрімко і дуже динамічно розвивається. З 2022 по 2025 рік на території всієї України заплановано відкриття ще 150 супермаркетів на рік. Для того щоб повністю оцінити конкуренцію між двома компаніями, які стрімко розвиваються, необхідно дочекатися коли точки німецького магазину відкриються в Україні. Крім цього будуть налагоджені постачання й представлений асортимент. Але можна сказати, що після того як компанія з'явиться на ринку має пройти понад рік, щоб скласти гідну конкуренцію вже існуючій і розвинутій мережі.

## Корпоративні справи
Ключові тенденції для Lidl (станом на фінансовий рік, що закінчується 28 лютого):
|                                          | 2017          | 2018          | 2019          | 2020   | 2021   | 2022   |
| ---------------------------------------- | ------------- | ------------- | ------------- | ------ | ------ | ------ |
| Дохід у всьому світі (€, млрд)           | 74.6          | 81.2          | 89.0          | 96.3   | 100.8  | 114.8  |
| Дохід у Німеччині (€, млрд)              | 20.4          | 21.2          | 21.6          | 28.3   | 29.7   | 30.1   |
| Частка доходу за кордоном (%)            | 73            | 74            | 76            | 71     | 71     | 74     |
| Кількість працівників у Німеччині (тис.) | 145           | 160           | 178           | 193    | 211    | 223    |
| Кількість магазинів у Німеччині          | 3,180         | 3,193         | 3,208         | 3,226  | 3,242  | 3,248  |
| Джерело                                  | [ 12 ] [ 13 ] | [ 14 ] [ 15 ] | [ 16 ] [ 17 ] | [ 18 ] | [ 19 ] | [ 20 ] |

У 2022 фінансовому році Lidl отримав прибуток у розмірі 1,64 млрд €, що на 500 млн € менше, ніж у попередньому році.

## Критика
У 2004 році мережа отримала Премію Великого Брата в Німеччині за дуже погане, майже рабське ставлення до співробітників.
У 2005 році компанія «Lidl» була спіймана Національним продовольчим агентством Швеції на використанні домішок у м'ясі, що дозволяло уникнути тестів на сальмонелу і приховувати походження м'яса.
У 2008 році в Чеському відділенні мережі жіночому персоналу дозволили під час менструацій використовувати туалет, за умови носіння помітних пов'язок.
У 2008 році німецька газета «Stern» викрила, що Lidl шпигує за своїм персоналом, включаючи реєстрацію кількості візитів в туалет, збирання інформації про особисте життя, фінанси та менструальні цикли.
У 2016 році отруйні ксилени було знайдено в підливі, яка продавалась в британських супермаркетах Lidl.
У 2017 році у Франції розгорнувся скандал через непомірне робоче навантаження і залякування працівників мережі.
У 2017 році в Італії поліція заарештувала 15 працівників 4 офісів Lidl за зв'язок з кримінальним кланом Лаудані.
У жовтні 2022 року громадські організації із захисту тварин по всій Європі звинуватили Lidl у «курячому скандалі». На кадрах розслідування, знятих на фермі постачальника Lidl у Німеччині, показано хворих і поранених курей, які не можуть ходити та лежать у власних відходах. У листопаді 2022 року було опубліковано ще одне дослідження, яке показало подібні умови на фермах постачальників Lidl в Іспанії. Подальші дослідження в Італії та Австрії також виявили серйозні проблеми з добробутом курей. На кадрах австрійського розслідування видно, як птахи намагаються з'їсти гнилі трупи інших мертвих курей.

## Кількість магазинів
Станом на 2022 рік Lidl має магазини в 31 країні.
| Країна          | Кількість магазинів | Відкриття | Джерело |
| --------------- | ------------------- | --------- | ------- |
| Австрія         | 255                 | 1998      | [ 31 ]  |
| Бельгія         | 315                 | 1995      | [ 32 ]  |
| Болгарія        | 118                 | 2010      | [ 33 ]  |
| Хорватія        | 107                 | 2006      | [ 34 ]  |
| Кіпр            | 20                  | 2010      | [ 35 ]  |
| Чехія           | 316                 | 2003      | [ 36 ]  |
| Данія           | 139                 | 2005      | [ 37 ]  |
| Естонія         | 11                  | 2022      | [ 38 ]  |
| Фінляндія       | 202                 | 2002      | [ 39 ]  |
| Франція         | 1575                | 1989      | [ 40 ]  |
| Німеччина       | 3243                | 1973      | [ 41 ]  |
| Греція          | 232                 | 1999      | [ 42 ]  |
| Угорщина        | 197                 | 2004      | [ 43 ]  |
| Ірландія        | 174                 | 2000      | [ 44 ]  |
| Італія          | 700                 | 1992      | [ 45 ]  |
| Латвія          | 23                  | 2021      | [ 46 ]  |
| Литва           | 69                  | 2016      | [ 47 ]  |
| Люксембург      | 13                  | 2001      | [ 48 ]  |
| Мальта          | 10                  | 2008      | [ 49 ]  |
| Нідерланди      | 440                 | 1997      | [ 50 ]  |
| Польща          | 805                 | 2002      | [ 51 ]  |
| Португалія      | 273                 | 1995      | [ 52 ]  |
| Румунія         | 338                 | 2011      | [ 53 ]  |
| Сербія          | 67                  | 2018      | [ 54 ]  |
| Словаччина      | 161                 | 2004      | [ 55 ]  |
| Словенія        | 64                  | 2007      | [ 56 ]  |
| Іспанія         | 640                 | 1994      | [ 57 ]  |
| Швеція          | 205                 | 2003      | [ 58 ]  |
| Швейцарія       | 169                 | 2009      | [ 59 ]  |
| Велика Британія | 948                 | 1994      | [ 60 ]  |
| США             | 177                 | 2017      | [ 61 ]  |
| Всього          | 11,500+             |           | [ 62 ]  |

### Майбутні магазини
| Країна               | Заплановане відкриття | Джерело |
| -------------------- | --------------------- | ------- |
| Боснія і Герцеговина | Невідомо              | [ 63 ]  |
| Північна Македонія   | Невідомо              | [ 64 ]  |
| Чорногорія           | Невідомо              | [ 65 ]  |
| Україна              | Невідомо              | [ 66 ]  |

### Колишні магазини
| Країна   | Відкриття | Закриття | Джерело |
| -------- | --------- | -------- | ------- |
| Норвегія | 2004      | 2008     | [ 67 ]  |